# Отырарский район
Отырарский район (каз. Отырар ауданы) — район на западе Туркестанской области Казахстана. Административный центр — село Шаульдер.

## История
Создан в 1935 году как Кзылкумский район. Постановлением ВЦИК Кзылкумский район был выведен из состава Туркестанского района и стал самостоятельной административной единицей с центром в селе Шаульдер.
В марте 1963 года Кзылкумский и Чимкурганский сельсоветы Кзылкумского района были переданы в состав Фаришского района Сырдарьинской области Узбекской ССР (ныне — Джизакской области Узбекистана).
5 июля 1991 года Кзылкумский район переименован в Отырарский (Отрарский).

## Административное деление
1. Шаульдерский сельский округ
2. Аккумский сельский округ
3. Актюбинский сельский округ
4. Балтакольский сельский округ
5. Каргалинский сельский округ
6. Коксарайский сельский округ
7. Караконырский сельский округ
8. Когамский сельский округ
9. Ходжатогайский сельский округ
10. Маякумский сельский округ
11. Отырарский сельский округ
12. Талаптинский сельский округ
13. Тимурский сельский округ
14. Шиликский сельский округ

## Население
Национальный состав (на начало 2019 года):
- казахи — 53 779 чел. (99,64 %)
- русские — 166 чел. (0,31 %)
- татары — 19 чел. (0,04 %)
- другие — 11 чел. (0,02 %)
- Всего — 53 975 чел. (100,00 %)

## Экономика
В районе развито животноводство. Выращивается хлопчатник и кукуруза.
Действуют Маякумский хлопкозавод, кукурузный завод по производству глицерина, крахмала и растительных соков, а также по выпуску минеральной воды.

## Археология и палеогенетика
На территории района сохранилось большое количество археологических памятников и памятников культовой и гражданской архитектуры. Самый значительный из них Мавзолей Арыстанбаба, который был возведен над могилой известного религиозного мистика, жившего в XII веке.
Отырарский государственный археологический заповедник-музей, в охранную зону которого входят 12 средневековых городищ и поселений, хранит памятники истории, археологии, найденные при раскопках средневекового городища Отырар. Древний Отырар — центр большого земледельческого района, одна из опорных крепостей кочевников.
У представителей отрарской культуры из могильника Коныр-Тобе (II—V века) митохондриальные гаплогруппы U5a1a1, I1c1, T2g1a, W3a1 и Y-хромосомные гаплогруппы L1a2 (L-M357), E1b1b1a1b1a (E-V13), J2a1h2 (J-L25).

## Главы
1. Турабаев Абильда (1970 годы);
2. Полатов Салыхан Сабырович (2005—2016);
3. Айтаханов Ерлан Куанышевич (01.2016—30.07.2019);
4. Жунисов Абдигали Айтжанович (с 26.08. 2019—05.04.2022).
5. Сакен Асылханович Султанханов (с 05.04.2022).